# Žitkovac
Žitkovac (cyr. Житковац) – wieś w Serbii, w okręgu niszawskim, w gminie Aleksinac. W 2011 roku liczyła 2624 mieszkańców.